# 维于拉谢萨
维于拉谢萨（法語：Viuz-la-Chiésaz，法語發音：[vjy la ʃjɛza]）是法国上萨瓦省的一个市镇，位于该省西南部，属于阿讷西区。

## 地理
维于拉谢萨（45°48'39"N, 6°3'42"E）面积13.91 平方千米，位于法国奥弗涅-罗讷-阿尔卑斯大区上萨瓦省，该省份为法国东部省份，历史上为薩伏依的一部分，北与瑞士接壤，西接安省，南至萨瓦省，东与瑞士和意大利接壤。
与维于拉谢萨接壤的市镇（或旧市镇、城区）包括：谢朗河畔阿尔比、沙佩里、格吕菲、莱绍、米尔、坎塔勒、圣厄斯塔什、圣若里奥、阿讷西。
维于拉谢萨的时区为UTC+01:00、UTC+02:00（夏令时）。

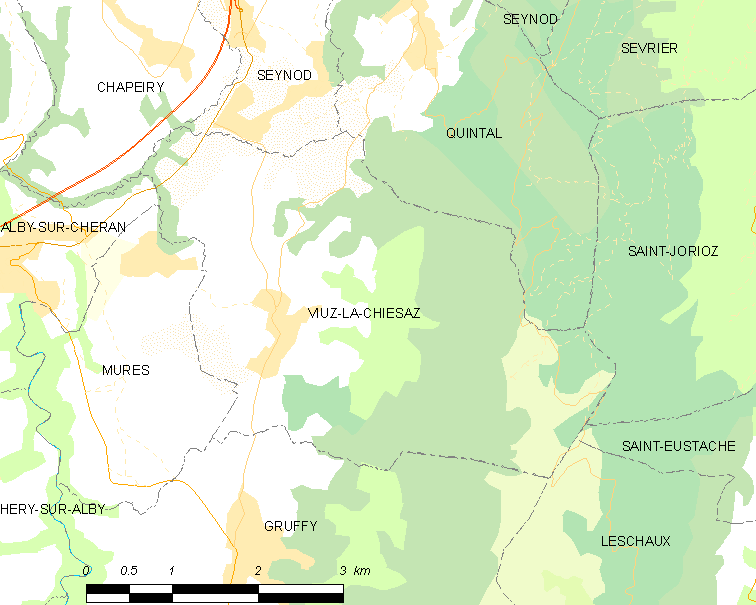
维于拉谢萨的OSM定位图

## 行政
维于拉谢萨的邮政编码为74540，INSEE市镇编码为74310。

## 政治
维于拉谢萨所属的省级选区为吕米伊县。

## 交通
上萨瓦省省道D5线和D141线经过维于拉谢萨境内，有客运巴士前往省会阿讷西。

## 人口

1962-2008年间维于拉谢萨人口变化图示

维于拉谢萨于2022年1月1日时的人口数量为1302人。